# Lumpenopsis hypochroma
Lumpenopsis hypochroma és una espècie de peix de la família dels estiquèids i de l'ordre dels perciformes.

## Descripció
- Fa 7,6 cm de llargària màxima.
- 44 radis tous i 1 espina a l'aleta dorsal.
- 31 radis tous a l'aleta anal.
- Aleta caudal ovalada.
- Aletes pectorals grans i punxegudes.[2][3][4]

## Hàbitat i distribució geogràfica
És un peix marí, bentopelàgic (entre 30 i 100 m de fondària) i de clima temperat, el qual viu al Pacífic oriental: els fons rocallosos i sorrencs des de l'illa de Vancouver i el sud de la Colúmbia Britànica al Canadà fins a Califòrnia als Estats Units.
És inofensiu per als humans.